# オナガウズラ
オナガウズラ （尾長鶉、学名：Dendrortyx macroura） は、キジ目キジ科に分類される鳥類の一種である。

## 分布
メキシコ中部に分布する。

## 形態
体長34-38cm。雄の方が雌よりも大きい。体の上面は緑がかった褐色で白や黒の斑があり、胸から腹部は淡い灰色である。頭には短い冠羽があり、冠羽とあごから喉にかけて黒く、白い眉斑と耳下斑があるため顔が白黒の縞模様のように見える。尾羽はハウズラの仲間としては長く、暗褐色である。嘴、脚、虹彩は赤色である。

## 生態
山地の森林や高原に生息する。

## 亜種
以下の5亜種に分類される。
- Dendrortyx macroura macroura
- Dendrortyx macroura griseipectus
- Dendrortyx macroura diversus
- Dendrortyx macroura striatus
- Dendrortyx macroura oaxacae